# Hamidiye (Kavallerie)

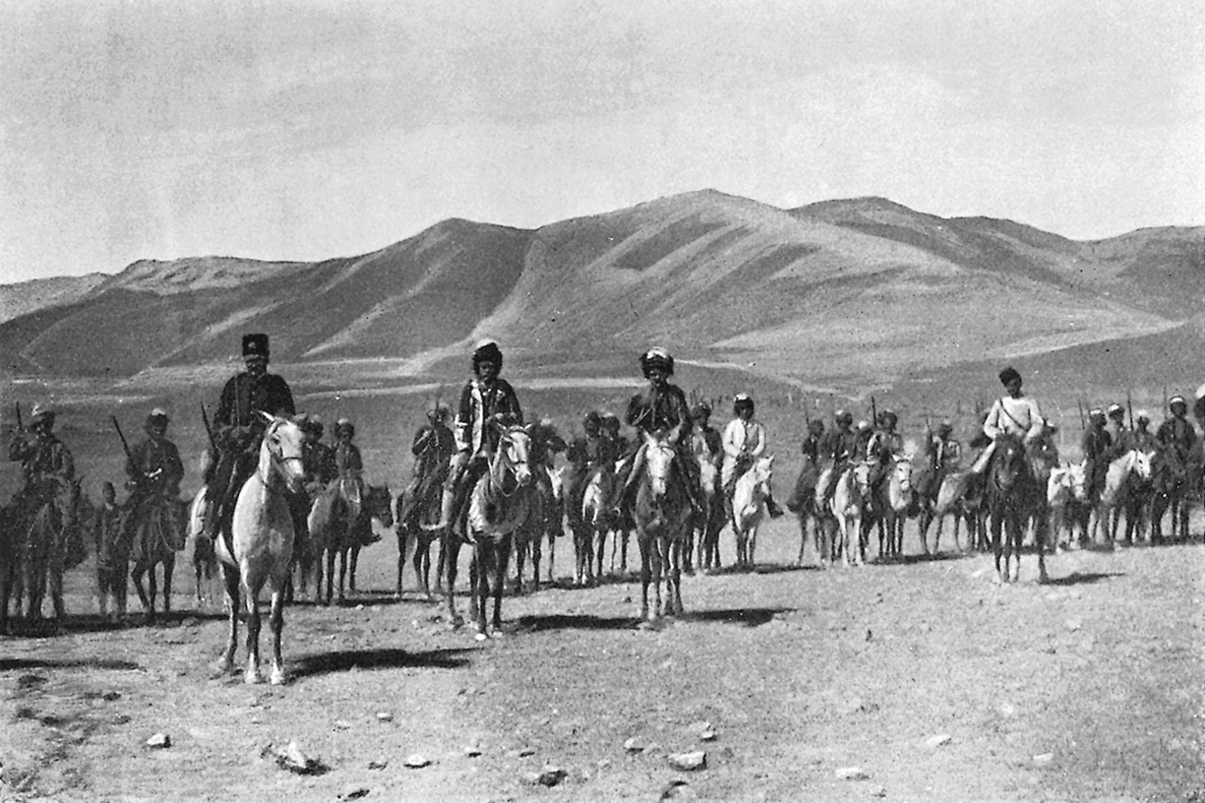
Hamidiye-Kämpfer im Dorf Gumgum

Die Hamidiye oder Hamidije war eine Kavallerietruppe des Osmanischen Reiches, die 1891 von Sultan Abdülhamid II. aus kurdischen Nomaden und Halbnomaden sowie aus ostanatolischen Turkvölkern wie Turkmenen bzw. Yörüken aufgestellt wurde, eine bedeutende Ergänzung der Armee darstellte und insbesondere Einsatz zur Bekämpfung von Aufständen in Ostanatolien fand.

## Vorgeschichte
Die Aufstellung der Hamidiye kann vor dem Hintergrund gesehen werden, dass die Loyalität der Kurden gegenüber dem Sultan gefördert werden sollte, um unter der Bedrohung der östlichen Provinzen insbesondere durch Russland und angesichts des Engagements und der Ambitionen mehrerer europäischer Staaten für die Verbesserung der Lebensbedingungen der einheimischen Armenier die militärische Kontrolle in Ostanatolien effektiv zu gewährleisten: In den Russisch-Osmanischen Kriegen von 1828/1829 und von 1877/1878 waren jeweils Teile der osmanischen Ostprovinzen von russischen Truppen besetzt worden.  Nachdem Großbritannien 1878 auf dem Berliner Kongress sein Interesse an der „Armenierfrage“ bekundet hatte, in den 1880er Jahren Gruppierungen armenischer Aktivisten in Konstantinopel und im Osten aktiv waren und sich 1880 Scheich Ubeydallah von Nehrî an der Spitze einer Rebellion für die Errichtung eines kurdischen Staates um die Unterstützung durch Großbritannien bemühte, galt es die mittlerweile ebenfalls fragwürdige Loyalität der Kurden gegenüber dem Sultan bzw. Kalifen zu stärken.

## Entstehung und Auflösung
Während die Sultane für die überfällige Reform des osmanischen Militärs sonst auf die Modernisierung durch ausländische Berater setzten, schuf der um Islamisierung westlicher Elemente bemühte Abdülhamid diese neue Kavallerie nach einem veralteten Vorbild. Nach Darstellung des Historikers van Bruinessen waren die Kosaken Vorbild für die nach dem Sultan benannte Hamidiye gewesen. Die Hamidiye erinnerte aber auch an die Akıncı-Reiterei des 17. Jahrhunderts oder an die Başı Bozuk, welche für die Gräueltaten in Bulgarien bekannt waren. Wenn Abdülhamit auch im Allgemeinen eine Fortführung der Reformen seiner Vorgänger zur Ansiedlung der Nomaden und zur Detribalisierung betrieb, so schien doch die Gründung der Hamidiye diesen Bestrebungen diametral entgegenzulaufen. Die Gründung dieser Stammes-Miliz oder Gendarmerie sollte unter dem Kommando der Stammesführer die polizeiliche Kontrolle in den östlichen Provinzen des Osmanischen Reiches gewährleisten. Ursprünglich wurde sie eingerichtet, um einerseits den russischen Kosaken-Streitkräften auf der Krim entgegenzuwirken und andererseits die betreffenden Stämme selbst unter Kontrolle zu halten, indem sie in die Verantwortlichkeit der neuen Organisation fielen. Die Kavallerie wurde erstmals in den nomadischen Gebieten formiert, die an die russische Grenze in den Vilâyets Van, Bitlis und Erzurum stießen. Trotz des raschen Anwachsens der Hamidiye und ihres Einsatzes zur Bekämpfung des angeblichen „Terrorismus“ in Ostanatolien wurden Vorschläge, ähnliche Methoden in anderen Teilen des Reiches anzuwenden, nie umgesetzt. Nach der Absetzung von Abdülhamid II. durch die Jungtürken kam auch das System der Hamidiye – also der loyalen Gefolgsleute des Sultans – schließlich außer Gebrauch und wurde von den Jungtürken abgeschafft, die die Söhne kurdischer Stammesfürsten degradierten, die in der regulären Armee zu Offizieren ernannt worden waren. Da jedoch auf kurdische Stammeseinheiten als Ergänzung der regulären Armee – insbesondere an der Ostgrenze – nicht verzichtet werden konnte, fühlten sich die Jungtürken angesichts sicherheitspolitischer Probleme bald – namentlich im Ersten Balkankrieg von 1912/13 – gezwungen, die Einheiten wieder unter der Bezeichnung „Miliz“ aufleben zu lassen und integrierten sie stärker in die Armee, so dass sich ihr neuer Status kaum mehr von dem der Hamidiye unterschied. Regimenter dieser Miliz kämpften daraufhin unter schweren Verlusten in den Balkankriegen, an der „Ostfront“ im Ersten Weltkrieg und im Türkischen Befreiungskrieg. Aus den Reihen ihrer Kommandeure rekrutierte die 1923 in der Türkei gegründete nationalistische kurdische Organisation Azadi („Freiheit“) ihre Mitglieder, die nach der Abschaffung des Kalifats durch Mustafa Kemal im großen Kurdenaufstand von 1925 noch eine bedeutende Rolle spielen sollten.

## Organisation, Charakter und Umfang
Die erste Formierung in den Grenzgebieten zu Russland wies bereits eine Anzahl Einberufener von etwa 50.000 Mann auf, die in Regimentern von jeweils 768 bis 1.152 Mann aufgeteilt waren. Anfangs in 30 Regimenter zu je 600 Mann gestaffelt, wuchs die Hamidiye sehr schnell (1892: auf 40 Regimenter, 1893: auf 56 Regimenter) und erreichte Ende des 19. Jahrhunderts eine Anzahl von über 60 Regimentern zu je 800 bis 1.500 Mann. Jeder Stamm stellte ein oder mehrere Regimenter bereit, kleinere Stämme statteten zusammengesetzte Regimenter aus. Die Jünglinge traten üblicherweise im Alter von 17 Jahren in die Hamidiye ein, dienten als Auszubildende für drei Jahre, blieben dann bis in das Alter von 30 Jahren im Dienst der regulären Verbände (nizam), worauf sie bis in das Alter von 40 Jahren den Reserve-Einheiten angeschlossen wurden. Die Hamidiye-Einheiten waren nicht jederzeit einsatzbereit. Besoldung erhielten einberufene Männer nur, wenn sie in aktivem Dienst standen, doch waren sie mitsamt ihren Familien von allen Steuern mit Ausnahme des Zehnten und der Viehsteuer befreit. Waffen, so wurde angenommen, wurden ihnen nur zur Verfügung gestellt, wenn sie für den Kampf eingesetzt wurden, doch gelang es den meisten in der Praxis, ihre traditionellen Waffen zu behalten. Die neuen Bataillone bzw. Regimenter wurden durch Stammeshäuptlinge angeführt, denen jedoch zur Ausbildung und Überwachung reguläre osmanische Inspekteure zur Seite gestellt wurden. Zur Ausbildung heimischer turkmenischer und kurdischer Offiziere wurde eine Stammesschule (Aşiret Mektebi) eingerichtet, welche aber jährlich nicht mehr als 15 Mann absolvierten. Einige Nomadenoffiziere ohne Offizierspatent wurden zur Ausbildung auch in die reguläre Kavallerie und an die Militärschulen geschickt und stellten – zurückgekehrt in ihre heimischen Einheiten – dort die meisten Befehlshaber. Die militärische Rangordnung glich der in der regulären Armee üblichen und kannte den onbaşı (dt. etwa „Anführer von Zehn“), sowie den yüzbaşı (dt. etwa „Anführer von Hundert“, „Hauptmann“). Im Gegensatz zu den äußerlich ähnlichen Kosakentruppen des Zaren hatten die kurdischen und türkischen Stämme, aus denen die Hamidiye rekrutiert worden war, vor ihrer Verwendung durch den Sultan als Kampfverband auch von dem Straßenraub gelebt. Besonders in den Bergen von Erzurum behielten die kurdischen Truppen auch in der Hamidiye ein hohes Maß an Eigenständigkeit bei und nutzten unter dem Zeichen des Islam ihre Bewaffnung und Organisation in Regimentern für blutige Übergriffe gegen die christlichen Armenier aus. Sie sahen sich als „Stammes-Gendarmerie“ in ihrer „nationalen“ Identität und traditionellen Gegnerschaft zu der vom Tanzimat betriebenen Verwestlichung von ihrem Sultan und Kalifen bestätigt, der keine Maßnahmen traf, dem Fanatismus entgegenzuwirken.

## Einsatz, Wirkung und Bewertung
Neben der Niederhaltung der noch mäßig angewachsenen, separatistischen armenischen Aktivitäten zielte die Aufstellung und der Einsatz der Hamidiye-Regimenter auf die Kontrolle der Kurden ab, die durch die mit hohem Ansehen verbundene besoldete Anstellung und die faktisch wirksame Duldung zum Raub dem Sultan gegenüber verpflichtet werden sollten. So wurde der Sultan denn auch tatsächlich von den betreffenden Kurden als Bavê Kurdan („Vater der Kurden“) verehrt. Das gegenseitige Ausspielen der kurdischen Stämme zum Ziele osmanischer Kontrolle über sie – wie es etwa zeitgenössische britische Konsuln der Region als beabsichtigte Wirkung sahen – war jedoch nur zum Teil bewirkt worden. Zwar war die Anzahl der belegten Fehden zwischen den Stämmen in den Jahren 1893/1894 gegenüber früheren Jahren angestiegen. Doch hatte die Erlangung der Kompetenzen in der Hamidiye für die als Offiziere verwendeten Stammesführer eine offenbar inadäquate Machtsteigerung mit sich gebracht, die sie naheliegenderweise auch für eigene Interessen missbrauchten und die auch zu einer Verschiebung der Kräfteverhältnisse innerhalb der Stämme der Region führten. Sowohl die mit hohem Prestige verbundene Bezahlung als Hamidiye-Kommandeur als auch die Verfügbarkeit von Waffen verschaffte einzelnen Persönlichkeiten so große Vorteile gegenüber ihren Rivalen, dass zumindest zwei Führer Machtpositionen erreichen konnten, die selbst für den Staat eine potentielle Bedrohung boten. Es waren dies der noch heute regional in hohem Ansehen stehende  Mistefa Pascha von den Mîran und zum Zweiten Ibrahîm Pascha, das Oberhaupt der großen Milan-Konföderation, der als „der ungekrönte König von Kurdistan“ für seine sagenhafte Räuberei bis ins Ausland Berühmtheit erlangte und dessen einflussreicher Sohn Mehmûd 1919 noch als geeigneter Kandidat für die Herrschaft in einem kurdischen Vasallenkönigreich gehandelt wurde, dessen Einrichtung die Briten damals planten.
Berüchtigt ist die Hamidiye für ihre Rolle, die sie bei der ersten Serie von Massakern an den Armeniern (1894–1896) gespielt hatte. Als 1894 die Bewegungen von Exil-Armeniern – nach drei Jahren des Terrorismus und Gegenterrorismus – im Distrikt Sasun (südlich von Muş) zu armenischen Aufständen gegen das die Kurden begünstigende Steuersystem führten, gipfelte ihre Niederschlagung durch Hamidiye-Truppen in „Massakern“ (oder „Gegenmassakern“) an Armeniern, die besonders von den Briten der osmanischen Regierung zur Last gelegt wurden. Während beispielsweise nach Shaw & Shaw (1977) die Initiative nicht von der Zentralregierung, sondern von den osmanischen Truppen und lokalen Kommandeuren ausgegangen war, geht etwa van Bruinessen (1989) davon aus, dass der Befehl für die Angriffe und Überfälle auf die armenischen Dörfer meist vom Sultan gegeben wurde, wenn er auch einräumt, dass nicht nur keine systematische Vertreibung oder Auslöschung versucht wurde, sondern die Zivilbehörden im Gegenteil bemüht waren, einigen Schaden, den die Milizen verursacht hatten, wiedergutzumachen. Jedenfalls aber förderte der Einsatz der Hamidiye als „militante“ Muslime durch Abdülhamid II. bei den europäischen Großmächten die weitgehende Verurteilung und Ablehnung Abdülhamids. Der Sultan wurde des Befehles zur Vernichtung von 25 Ortschaften und der Anweisung zur Exekution von 20.000 armenischen Dorfbewohnern beschuldigt. Wenn internationale Untersuchungen auch ergaben, dass die Anschuldigungen übertrieben waren, so ließen sich europäische Öffentlichkeit und Politik von einer Intervention doch erst abbringen, als der Sultan seine Reformwilligkeit beteuerte. In Kleinasien jedoch hinterließ das Wirken der Hamidiye ein nachhaltiges Erbe des rassistischen und religiösen Hasses, das weit ins 20. Jahrhundert fortwirkte.